# Lee Friedlander
Lee Friedlander (Aberdeen (Washington), 14 juli 1934) is een Amerikaans fotograaf en kunstenaar.

## Biografie
Friedlander studeerde fotografie aan het Art Center College of Design in Pasadena (Californië). In 1956 verhuisde hij naar New York, alwaar hij zich bezig ging houden met het fotograferen van jazzmuzikanten voor de covers van albums. Zijn werk werd in deze periode vooral beïnvloed door Eugène Atget, Robert Frank, en Walker Evans.
In 1960 kreeg Friedlander van de Guggenheim Memorial Foundation financiële steun om zich meer op zijn kunst te gaan focussen. In 1962 en 1977 kreeg hij hiervoor eveneens geld van de organisatie. Enkele van zijn bekendste foto’s waren te zien in de editie van september 1985 van Playboy. Dit waren onder andere zwart-wit naaktfoto’s van Madonna, gemaakt in 1979.
Friedlander werkte voornamelijk met Leica 35mm camera’s en zwart-wit filmpjes. In zijn foto’s zijn vaak losse afbeeldingen van het stadsleven te zien, posters, borden, en structuren omgeven door een hek.
In 1963 kreeg Friedlander van het International Museum of Photography in het George Eastman House zijn eerste solo-tentoonstelling. Friedlanders werk was een belangrijk onderdeel van conservator John Szarkowski's tentoonstelling "New Documents" uit 1967. Deze was te zien in het Museum of Modern Art in New York, samen met werken van Garry Winogrand and Diane Arbus. In 1990 kreeg Friedman van de MacArthur Foundation een MacArthur Fellowship.
Friedlander werkt nu vooral met camera’s van gemiddeld formaat (zoals de Hasselblad Superwide). Hij richt zich vooral op het fotograferen van zijn omgeving. Hij heeft een boek geschreven getiteld Stems, waarin hij terugblikt op zijn leven ten tijde van zijn knieoperatie.
In 2005 stelde het Museum of Modern Art veel van Friedlanders werk tentoon. Datzelfde jaar kreeg hij een Hasselblad International Award. Zijn werk werd in 2008 ook tentoongesteld door het San Francisco Museum of Modern Art.
Friedman is de vader van cellist Erik Friedlander, en Anna Friedlander.

## Fotoboeken (selectie)
- Lee Friedlander, Self Portrait, 1970
- Lee Friedlander, Cray at Chippewa Falls, 1987
- Lee Friedlander, The American Monument, 1976
- Lee Friedlander, Nudes, 1991
- Lee Friedlander, Maria, 1992
- Lee Friedlander, American Musicians, 1998
- Lee Friedlander, Stems, 2003
- Lee Friedlander, At Work 2003